# 野津康雄
野津 康雄（のづ やすお、1911年〈明治44年〉5月1日 - 1987年〈昭和62年〉）は、日本の実業家。岡山日日新聞社長。岡山放送取締・相談役。弟・野津克巳の孫は池田基煕（旧名・野津基弘、旧岡山藩主池田家第16代当主池田隆政の妻で昭和天皇第4皇女池田厚子の養子）である。

## 経歴
岡山県総社市真壁出身。國學院大學卒業。1936年、同盟通信社に入社する。1946年、時事通信社に転じ、岡山、高松、広島各支社長、本社事業本部長を経て1957年に夕刊新聞社代表取締役に就任する。
また岡山通信土木、フジボーリング、日本シール販売各代表取締役、テレビ岡山、フジビル各取締役、岡山県政経懇話会会長、瀬戸内海経済研究センター理事長、岡山商工会議所常議員、岡山県経団連常任理事、岡山経済同友会常任幹事、オカニチ会長をつとめる。

## 人物
宗教は神道。趣味は小唄、ゴルフ、釣り、読書。岡山県総社市在籍で、住所は岡山市住吉町2丁目。

## 家族・親族
野津家
- 父・玄太郎[1]あるいは源太郎[2][注 2]
- 母・一恵[1][2]
- 妻・きよ[2][5][注 3]（1913年 - ?）
- 長女（新宅産婦人科病院長・新宅俊昭の妻）[2]
- 二女[2]
- 長男[2]

親戚
- 弟・野津克巳（オハヨー乳業社長）[2]
- 甥・野津喬（日本カバヤ・オハヨーホルディングス会長）
- 従兄・宮岡清見（吉備考古館館長）[1][2]